# Чагры
Чагры (лат. Tchagra) — род воробьиных птиц семейства кустарниковые сорокопуты.

## Описание
Длиннохвостые птицы с крепким крючковатым клювом. В общем случае у них серо-коричневая спинка, коричневые крылья и серые или беловатые нижние части тела.

## Биология
Охотятся на крупных насекомых, а более крупные виды также на позвоночных — лягушек и змей.

## Виды
Международный союз орнитологов относит к роду 14 видов:
- Tchagra senegalus (Linnaeus, 1766) — Черноголовая чагра
- Tchagra australis (Smith, 1836) — Бурошапочная чагра
- Tchagra jamesi (Shelley, 1885) — Сомалийская чагра
- Tchagra tchagra (Vieillot, 1816) — Капская чагра